# Kommunales Netzwerk Grundstücksentwässerung
Das Kommunale Netzwerk Grundstücksentwässerung (KomNetGEW) ist ein Netzwerk von Abwassernetzbetreibern.
Der § 61a des Landeswassergesetzes NRW mit dem Inhaltsschwerpunkt „Private Abwasseranlagen“ richtet sich an Bürger und Kommunen. Die Kommunen sind demnach verpflichtet, Ihre Grundstückseigentümer über die Frist und die Durchführung der Dichtheitsprüfung an privaten Abwasserleitungen zu beraten. Das kommunale Netzwerk Grundstücksentwässerung  wurde von Abwasserbetrieben mit der Zielsetzung gegründet, die genannte Gesetzesforderung gemeinsam und bürgerfreundlich zu realisieren, d. h. mit möglichst geringen Störungen und Kosten für den Grundstückseigentümer.
Teilnehmen kann nur, wer Mitglied ist. Das Netzwerk wird verwaltet von IKT – Institut für Unterirdische Infrastruktur gGmbH
in Gelsenkirchen.

## Arbeitsschwerpunkte
Die beteiligten Kommunen des KomNetGEW setzen folgende inhaltliche Bearbeitungsschwerpunkte:
- Bereitstellung von Bürgerinformationen, die auf die Ansprüche der  Kommune abgestimmt werden
- Unterstützung bei Empfehlungslisten für Bürger zur Auswahl kompetenter Dienstleister, wie z. B. Sanierungsfirmen
- Zertifizierung von Sachkundigen für die Dichtheitsprüfung
- Beratung und Schulung in technischen Fragen der Grundstücksentwässerung